# Gilbert Blythe
Gilbert Blythe là một nhân vật trong loạt tiểu thuyết Anne tóc đỏ dưới chái nhà xanh của Lucy Maud Montgomery.

## Mô tả nhân vật
Gilbert được mô tả trong sách là rất đẹp trai với mái tóc xoăn màu nâu và đôi mắt màu hạt dẻ. Anh cao, dáng người gầy và thường đội mũ Aegean.
Thời trẻ, anh dường như nhận thức được vẻ đẹp trai và sự nổi tiếng của mình với các cô gái, có lẽ vì thế mà đôi lúc anh có xu hướng nhìn từ trên xuống dưới khiến họ đỏ mặt. Tuy nhiên, việc gạt bỏ tình cảm của mình đối với người cùng tên Anne Shirley dường như đã tạo cơ sở cho anh, anh trưởng thành và được nhiều người yêu mến. Xuyên suốt tiểu thuyết, Gilbert được miêu tả là một người đàn ông công bằng, thực tế và đáng tin cậy, người có xu hướng có quan điểm "thông thường" về mọi việc. Thông minh sắc sảo, anh có trí thông minh mạnh mẽ và khiếu hài hước.
Khi Gilbert trưởng thành, anh trở nên bớt cứng đầu hơn và thể hiện tính kiên nhẫn và tận tâm.  Cuối cùng anh trở thành một bác sĩ rất được kính trọng ở thị trấn hư cấu Glen St Mary, Đảo Hoàng tử Edward (PEI), nơi anh ta sống với vợ Anne và các con của họ, và quản gia người không có chồng của gia đình, Susan.

## Tổng quan
Gilbert Blythe ngay lập tức quan tâm đến Anne ngay lần gặp đầu tiên và cố gắng thu hút sự chú ý của cô ấy. Tuy nhiên, khi Anne phớt lờ anh, anh trêu chọc gọi cô là "Cà rốt" vì mái tóc đỏ của cô mà không hề biết đến sự nhạy cảm của cô về điều đó. Đáp lại, Anne tức giận đập tấm bảng của mình lên đầu anh ta và bất chấp nỗ lực xin lỗi của anh, cô vẫn không chịu tha thứ cho anh trong vài năm. Xuyên suốt cuốn sách đầu tiên, Gilbert liên tục thể hiện sự ngưỡng mộ với Anne nhưng cô lạnh lùng từ chối anh. Cô vẫn tiếp tục mối hận thù của mình ngay cả sau khi anh giải cứu cô khỏi ao sau khi tái hiện gần như thảm họa "Lancelot và Elaine của Tennyson." Khi Anne từ chối lời đề nghị kết bạn của anh sau vụ việc, Gilbert quyết định đáp lại một cách tử tế và ngừng cố gắng thu hút sự chú ý của cô một cách công khai. Thay vào đó, họ phát triển sự cạnh tranh học thuật mạnh mẽ (mặc dù sự cạnh tranh hoàn toàn mang tính chất tốt đẹp về phía Gilbert), và Anne dần dần thừa nhận Gilbert là người ngang hàng về mặt trí tuệ, cuối cùng họ cạnh tranh để giành được học bổng tại Học viện Queens.
Sau thời gian ở Queens, Gilbert quyết định giảng dạy tại trường Avonlea để tài trợ cho việc học đại học trong tương lai của mình.  Khi một trong những người giám hộ nuôi của Anne - Matthew, mất vì đau tim, Anne quyết định từ bỏ Học bổng Avery để ở lại Chái nhà xanh và hỗ trợ Marilla. Sau khi biết được hoàn cảnh khó khăn của Anne, Gilbert - người luôn yêu thương Anne, đã từ bỏ chức vụ của mình để Anne có thể dạy học ở Avonlea và sống tại Chái nhà xanh cùng Marilla. Gilbert dạy ở trường White Sands và Anne sau khi biết được hành động cao cả của anh, cuối cùng đã tha thứ cho anh và trở thành bạn tốt.
Trong hai năm Anne dạy ở Avonlea, Gilbert và Anne trở nên rất thân thiết. Khi kết thúc 'chương cuộc đời' được giảng dạy, Anne bắt đầu có tình cảm mãnh liệt hơn với anh nhưng không nhận ra đó là tình yêu. Gilbert khao khát trở thành bác sĩ và tiếp tục theo học tại Cao đẳng Redmond, nơi anh gia nhập cùng Anne, được giải phóng khỏi các nghĩa vụ cá nhân sau khi Rachel Lynde góa bụa chuyển đến Chái nhà xanh để bầu bạn với Marilla, trong Anne tóc đỏ ở đảo Hoàng tử Edward.
Tình cảm của Gilbert dành cho Anne ngày càng trở nên rõ ràng trong năm đầu đại học, trong khi Anne cảm thấy không thoải mái khi ở bên anh vì cô tin rằng tình cảm của cô dành cho Gilbert hoàn toàn là thuần khiết vì anh không phù hợp với quan niệm lý tưởng hóa của cô về tình yêu đích thực, vốn đòi hỏi một anh hùng đen tối, kiêu hãnh, u sầu và quá lãng mạn. Tuy nhiên, sự ghen tị của Anne với những mối tình tiềm năng khác của Gilbert, những khoảnh khắc bị thu hút về thể xác của cô dành cho anh cũng như sự tôn trọng và tận tâm sâu sắc đối với tình bạn của họ cho thấy rằng cô có thể đã yêu anh mà không nhận ra.
Vào năm thứ hai đại học, Gilbert cầu hôn nhưng Anne từ chối anh, nói rằng cô không quan tâm đến anh "theo cách đó" và cô chỉ muốn làm bạn của anh. Thất vọng, Gilbert tiết lộ rằng "tình bạn của nàng không thể làm anh hài lòng, Anne. Anh muốn là tình yêu của nàng - và nàng nói với anh rằng anh không bao giờ có được điều đó". Mối quan hệ của họ trở nên khó xử, đặc biệt là sau khi Anne gặp và được tán tỉnh bởi Roy Gardner, một sinh viên Redmond, một người đàn ông thoạt đầu dường như là hiện thân cho "lý tưởng" của cô, mặc dù Anne bí mật thừa nhận với bản thân rằng Roy thiếu một số phẩm chất nhất định còn cô và Roy thì không chia sẻ khiếu hài hước của nhau. Gilbert dường như đã thừa nhận thất bại và Anne tin rằng anh ta đã có quan hệ với một học sinh khác, Christine Stuart, người sau này được tiết lộ chỉ là một người bạn. Thay vào đó, anh tập trung sự chú ý vào việc giành được Giải thưởng Cooper, một học bổng danh giá cho phép anh theo học trường y.
Không lâu sau khi tốt nghiệp, Gilbert mắc bệnh sốt thương hàn do thể chất kiệt sức trong thời gian đi học. Anne, người gần đây đã từ chối lời cầu hôn từ Roy Gardner sau khi nhận ra trong lời cầu hôn của anh rằng cô không yêu Roy, đã bị sốc khi biết rằng Gilbert có thể chết. Cô nhận ra mình đang yêu và luôn yêu anh thật lòng rằng "cô ấy thuộc về anh ấy và anh ấy thuộc về cô ấy", và cuối cùng nhận ra rằng cô đã nhầm "mối quan hệ" của mình với Gilbert là tình bạn bền chặt thay vì tình yêu, trong khi mối quan hệ của cô với Roy chỉ đơn thuần là "sự tâng bốc". Gilbert cũng thừa nhận rằng anh chưa bao giờ yêu Christine Stuart, cô đã đính hôn và anh được lệnh chăm sóc cô ấy khi cô ấy học đại học.

## Kết thúc có hậu
Gilbert khỏi bệnh và nối lại tình bạn với Anne sau khi biết cô từ chối Roy Gardner. Anh cầu hôn cô một lần nữa và cô đồng ý. Tuy nhiên, họ vẫn đính hôn trong ba năm, vì Gilbert dự định hoàn thành khóa học y khoa trước khi về chung một nhà với cô, họ thường xuyên trao đổi thư từ khi xa nhau (Anne tóc đỏ dưới Mái nhà Bạch Dương), trong khi Anne làm hiệu trưởng tại trường trung học Summerside.
Cả hai kết hôn trong Anne tóc đỏ và Ngôi nhà Mơ Ước, và chuyển đến thị trấn Glen St. Mary, nơi Gilbert tiếp quản công việc hành nghề y tế của chú mình. Anh chứng tỏ mình là một bác sĩ xuất sắc và được nhiều người kính trọng. Cuộc sống hôn nhân của họ rất hạnh phúc và họ có bảy người con: Joyce (còn gọi là Joy, đã không may qua đời khi còn nhỏ), James Matthew (Jem), Walter Cuthbert (đã hy sinh trong Chiến tranh thế giới thứ nhất), Anne và Diana (cặp song sinh, còn được gọi là Nan và Di), Shirley (cậu bé út) và Bertha Marilla (được gọi là Rilla).
Khi tiểu thuyết kết thúc, đó là năm 1919 và họ sống rất hạnh phúc, Gilbert đã 55 tuổi và vẫn yêu Anne một cách chân thành.

## Chân dung màn ảnh
Trong phim chuyển thể năm 1919, Gilbert do Paul Kelly thủ vai. Trong phim chuyển thể 1934 Gilbert do Tom Brown thủ vai. Trong phần tiếp theo năm 1940 Anne tóc đỏ dưới Mái nhà Bạch Dương, Gilbert do Patric Knowles thủ vai. Trong phim chuyển thể truyền hình trên BBC năm 1972, Gilbert (thời trẻ) do Robin Halstead thủ vai, và trong loạt phim tiếp theo, Anne tóc đỏ làng Avonlea, Gilbert (lúc trưởng thành) do Christopher Blake thủ vai.
Gilbert được vai diễn bởi Jonathan Crombie trong phim chuyển thể năm 1985 trên CBC Television, 1987, và 2000. Trong anime Nhật Bản chuyển thể Anne tóc đỏ dưới chái nhà xanh, Gilbert được lồng tiếng bởi Kazuhiko Inoue. Bản ghi CD của vở nhạc kịch đã diễn ra hơn 40 năm tại Lễ hội Charlottetown, tập trung vào mối quan hệ của Anne và Gilbert, có Andrew MacBean trong vai Gilbert. Gilbert do Drew Haytaoglu thủ vai trong bộ phim năm 2016 - Anne tóc đỏ dưới chái nhà xanh của L.M. Montgomery. Gilbert được vai diễn bởi Lucas Jade Zumann trong loạt phim trên CBC và Netflix năm 2017 - Anne tóc đỏ. Gilbert cũng được vai diễn bởi Dylan Duff trong vở kịch/phim năm 2019 Anne tóc đỏ dưới chái nhà xanh.